# Krzykosy
Krzykosy (deutsch Krzykosy, 1942–1945 Lautenwald) ist ein Dorf im Powiat Średzki (Großpolen) in der Woiwodschaft Großpolen in Polen. Es ist Sitz der gleichnamigen Landgemeinde.

## Geographie
Krzykosy liegt im Urstromtal der Warthe etwa 45 km südöstlich von Posen.

## Geschichte
Erstmals erwähnt wurde das Dorf als „Trzicozy“ 1393 und mit einem ähnlichen Namen wie heute 1507.
Von 1975 bis 1998 gehörte das Dorf zur Woiwodschaft Posen.

## Gemeinde
Die Landgemeinde hat eine Fläche von 110,46 km² und umfasst elf weitere Dörfer und kleinere Orte.

## Verkehr
Die Landesstraßen DK11 und die DK15 verlaufen auf einer gemeinsamen Trasse östlich des Dorfs.